# Église Saint-Pierre-et-Saint-Paul de Kozarac
Pour les articles homonymes, voir Église Saint-Pierre-et-Saint-Paul.
L'église Saint-Pierre-et-Saint-Paul (en serbe cyrillique : Црква Светих апостола Петра и Павла ; en serbe latin : Crkva Svetih apostola Petra i Pavla) est située en Bosnie-Herzégovine, sur le territoire du village de Kozarac et sur celui de la Ville de Prijedor. Elle est inscrite sur la liste provisoire des monuments nationaux de Bosnie-Herzégovine.